# Колесник, Анна Сергеевна
Анна Сергеевна Колесник (укр. Анна Сергіївна Колісник; род. 24 октября 1994 года, Лебедин, Сумская область) — украинский юрист, политик.
Народный депутат Украины IX созыва.

## Биография
Окончила юридический факультет Национального юридического университета имени Ярослава Мудрого по специальности «Международное право». Второе высшее образование получила в Харьковском национальном университете имени Каразина по специальности «Управляющий по административной деятельности, экономист».
Она работала судебным экспертом в Харьковском научно-исследовательском экспертно-криминалистическом центре МВД Украины.

## Политическая деятельность
На выборах президента Украины в 2019 году была доверенным лицом кандидата Владимира Зеленского в ТИО № 168 (Харьковская область).
Кандидат в народные депутаты от партии «Слуга народа» на парламентских выборах 2019 года, № 94 в списке. На время выборов: временно не работает, беспартийная. Проживает в Харькове.
Член Комитета Верховной Рады по вопросам финансов, налоговой и таможенной политики.

## Уголовное Преследование
14 октября 2022 года антикоррупционные органы Украины сообщили народному депутату Украины IX созыва о подозрении во внесении недостоверных сведений в е-декларации о доходах на более 4.4 млн грн. Действия лица квалифицировали по ч.1 ст.366-2 Уголовного кодекса Украины. Подозрение подписал руководитель САП.
По сообщениям в некоторых СМИ, речь шла об Анне Колесник.

24 марта 2023 года Высший антикоррупционный суд Украины признал Колесник виновной в совершении уголовного правонарушения, предусмотренного ч.1 ст.366-2 УК Украины (Недостоверное декларирование).
Прокуратура доказала факт умышленного не внесения Колесник в декларацию о доходах за 2020 год двух квартир в Киеве общей стоимостью более 3,5 млн гривен, а также автомобилья, находившиеся в её пользовании. Согласно приговору суда, народному депутату было назначено наказание в виде штрафа в размере 44,2 тыс. грн с лишением права занимать должности, связанные с осуществлением функции представителя власти в органах государственной власти, сроком на 1 год.
В то же время ВАКС освободил Колесник от наказания в связи с истечением сроков давности.
.